# Jenny Wood
Jennifer June „Jenny” Wood-Robert (ur. 24 czerwca 1948 w Bulawayo) – rodezyjska pływaczka, olimpijka.
W wieku 14 lat wystartowała na Igrzyskach Imperium Brytyjskiego i Wspólnoty Brytyjskiej 1962 w barwach Federacji Rodezji i Niasy. Wzięła udział w dwóch konkurencjach. Na dystansie 110 jardów stylem motylkowym odpadła w eliminacjach (1:16,1), natomiast w sztafecie 4 × 110 jardów stylem zmiennym uplasowała się na 5. miejscu (5:13:0).
Wystąpiła na Letnich Igrzyskach Olimpijskich 1964 jako reprezentantka Rodezji Południowej (późniejsze Zimbabwe). Wystartowała wyłącznie na dystansie 100 m stylem motylkowym – uplasowała się na 6. miejscu w swoim wyścigu eliminacyjnym, osiągając 21. miejsce wśród 31 sklasyfikowanych pływaczek (1:11,3). Była najmłodszym sportowcem z Rodezji Południowej podczas tych igrzysk.